# António Freire
Religioso dominicano, doutor em Teologia pela Universidade de Coimbra, apreciado pregador, etc. Nasceu em 1485, faleceu no Convento S. Domingos de Lisboa no dia 8 de Maio de 1575. 
Professou no convento de S. Domingos de Benfica. Governou os conventos de Coimbra, Porto, Benfica e de Évora, chegando a ser por três vezes vigário geral da província. Foi confessor de el-rei D. João III e de seu filho, o príncipe D. João, que foi o pai de el-rei D. Sebastião. 
Deixou manuscritas algumas obras religiosas em latim, cujos títulos se podem ver na Bibliotheca Lusitana de Barbosa Machado, vol. I.